# Вилчан воєвода
Вилчан воєвода (болг. Вълчан войвода, справжнє ім'я — болг. Вълчан Ангелов Пандурски) — легендарний болгарський гайдук, воєвода, що діяв проти османського іга в Болгарії у XVIII—XIX ст.
Він є одним з найбільш міфологізованих гайдуків в історії Болгарії, хоча був цілком реальною людиною. Вважають, що він нібито назбирав багато скарбів, які заховав по численних печерах болгарських гір, де йому довелося гайдуцтвувати, гротах морського берегу. Там зберігалося і багато зброї. За легендами усі скарби Вилчана були призначені виключно для використання задля підняття збройного повстання з метою звільнення Болгарії від османів. Тому нібито після його відходу від гайдуцької діяльності Вилчан не залишив відомостей про місцезнаходження скарбів, тому що не хотів, аби їх використали для чийого то збагачення. Є неперевірена інформація, що найбільший скарб Вилчана заховано у гористій місцевості Снеженіцата (болг. Снеженицата на території сучасної Туреччини, де існує велика печера. Буцімто будівничих, які робили схованку, приводили до місця їх роботи із зав'язаними очима, аби вони не виказали розташування цього тайника. Є легенди, що Вилчан узяв в полон декількох італійських вчених, які розкрили йому таємницю скарбів часів Римської імперії, коли римляни ховали у болгарських горах захоплені ними цінності, не маючи змоги їх вивести до Риму, і ставили там відповідні знаки для того, щоб знайти їх потім. Вилчан змусив вчених знайти ці скарби і поставив замість римських гайдуцькі знаки.
Через велику міфологізованість Вилчанового життєпису багато фактів не є підтвердженими. Зокрема, згідно записів поета і політика Петко Р. Славейкова, батька відомого болгарського поета Пенчо Славейкова, Вилчан начебто був захоплений османами і надалі про нього відомостей не було, а його гайдуцьку дружину очолила болгарка Рада. Але окрім спогадів Славейкова про таке більше свідчень немає.

## Життєпис

### Ранні роки
Достовірних письмових відомостей про народження Вилчана не збереглося. За споминами Христо Войводи, який зустрічався з Вилчаном у 1793 році, тому тоді було 18 років і він був «високий і кремезний, мав довге чорне волосся, світлі блакитні очі, вуса…». Таким чином можна непрямим шляхом встановити, що Вилчан народився у 1775 році. Хоча є думки, що він народився у 1773 році. По батьківській лінії Вилчан походив з роду не менш легендарного й славетного Момчила воєводи, що воював з османами ще у XIV ст. До цього роду належить й Стефан Караджа. Також існують різні думки стосовно місця народження Вилчана — Осеновлаг, Паспал, Тагарево (нині Вилчаново), Факія, Малко-Тирново, зниклі натепер села Делієво, Копан. Найбільш імовірними серед них вважають Осеновлаг, Тагарево, Делієво.

### Період гайдуцтва
Є припущення, що Вилчан займався певний час землеробством і вівчарством перед тим, як стати гайдуком. Є легенда, що він у молодому віці вбив османа, який хотів сплюндрувати його наречену. Через це Вилчан втік до берегів Егейського моря, де він побратався з греком Димітиром Спіросом, разом з яким вони опанували рибальство і мореплавство, імовірно, маючи за мету стати піратами біля берегів Туреччини. Спочатку особливих успіхів вони не мали, але Вилчан зібрав біля себе досить великий загін і при цьому почав отримувати від своїх розвідників з Стамбулу відомості про багаті кораблі, які вони вдало захоплювали. Тоді ж до нього приєднався піп Мартин, якій багато років був вірним товаришем Вилчана і його заступником (підвоєводою). В подальшому, Вилчан зібрав велику гайдуцьку дружину, повернувся до Болгарії і багато років там гайдуцтвував. В нього починав свою діяльність Кара Кольо, приятелював з Індже воєводою. З ними він збудував Устремський монастир «Свята Трійця», через це названий «Гайдуцький». Разом з попом Мартином і своїми гайдуками збудував монастир «Сім престолів» біля села Єленов-Дол.
Вилчан був вкрай вдалим гайдуком, який виграв багато боїв. Він завжди захищав бідних, при цьому відбираючи у османів і багатих болгар-зрадників їхні гроші і багатства. Окрім зберігання багатств для мети звільнення Болгарії від османського пригноблення Вилчан витрачав певну кількість грошей на знедолених, через що зажив в них велику пошану. На вилучені в османів гроші він побудував у великій печері оздоровницю для поранених гайдуків. Побудував він й кам'яний міст через річку Резовська, який зберігся й до сьогодні.
Є свідчення, що він отримав певну освіту, адже писав і вільно говорив на сімох мовах. Мав великі пізнання у бойових мистецтвах, чому вчив гайдуків. Є припущення за споминами попа Мартина, що Вилчан пропонував російському цареві частину своїх золотих запасів аби спонукати того на вторгнення у Болгарію задля її звільнення від османів. Давав гроші для того, щоб багато молодих болгар отримали освіту за кордоном, щоб мати підготовлених людей для мети звільнення Болгарії.
У 1811 році Вилчан приїздив до Бухареста, де зустрівся з капітаном Георги Мамарчевим, дядьком Георги Раковски, з яким вони обговорили питання боротьби з османами. Є непідтверджені свідчення, що Вилчан воєвода передав багато грошей для болгарських революціонерів в середині XIX ст. задля організації боротьби з османами.

### Останні роки
Через поважний вік відійшов від активної бойової діяльності і разом з своїм побратимом попом Мартином оселився у місті Тульчі або Браїлі (сучасна Румунія), які були непідконтрольні Османській імперії. Десь там він й помер, можливо у 1863 році.

## Пам'ять про воєводу
Пам'ять про Вилчана воєводу збереглася у багатьох легендах, оповідках, піснях. Існує на сьогодні багато пам'ятних місць, пов'язаних з Вилчаном. У багатьох містах є вулиці Вилчана воєводи. У Бургаській області є село Вилчаново, яке названо на честь воєводи. У місті Приморсько є таверна (болг. механа «Вилчан Войвода»). Існує історичний клуб його імені. У 2015 році болгарським письменником Василем Гиновим представлений його історичний роман «Вилчан Войвода».